# チョ・ボア
チョ・ボア（조 보아、曺 寶兒、1991年8月22日 - ）は、韓国の女優。2012年時点では成均館大学校演技芸術学科在学。サイダスHQ所属。

## プロフィール
- 大田広域市生まれ。身長165cm。血液型はA型。
- 4つ年下の妹がいる[2]。

## 出演作品

### テレビドラマ
- 恋するメゾン。〜Rainbow Rose〜（2012年、テレビ東京） - ボア役[3]
- 美男バンド〜キミに届けるピュアビート〜（2012年、tvN） - イム・スア役
- 馬医（2012年-2013年、 MBC） - ソ・ウンソ役
- インヨ姫（2014年、tvN） - 主演：キム・ハニ（人魚姫エイリン）役
- 失踪ノワールM（2015年、OCN） - チン・ソジュン役
- お願い、ママ（2015年、KBS） - チャン･チェリ役
- モンスター（2016年、MBC） - ト・シニョン役
- ウチに住むオトコ（2016年、KBS） - ト・ヨジュ役
- 愛の温度（2017年、SBS） - チ・ホンア役
- 別れが去った（2018年、MBC） - チョン・ヒョ役
- ボクスが帰ってきた（2018年-2019年、SBS） - ソン・スジョン役
- フォレスト（2020年、KBS） - チョン・ヨンジェ役
- 九尾狐伝（2020年、tvN） - ナム・ジア役
- 軍検事ドーベルマン（2022年、tvN） ｰ チャ・ウイン役
- この恋愛は不可抗力（2023年、JTBC） ｰ イ・ホンジョ役

### webドラマ
- 恋愛細胞2（2015年、NAVER tvcast） - イェボム役

### 映画
- 愛の棘（2014年） - ヨンウン役

### CM
- ロッテ 『ガーナチョコレート（韓国CM）』（2012年）

### ミュージックビデオ
- 『Remember That』 BTOB （2016年）

## 受賞歴
- 2011年 MBCドラマ大賞ミニシリーズ部門女性新人賞
- 2015年 2015グリメ賞 新人賞（作品:お願い、ママ）
- 2016年 MBC演技大賞　新人賞（作品:モンスター）
- 2017年 SBS芸能大賞ベストチャレンジ賞
- 2018年 第2回ソウルアワーズドラマ部門主演女優新人賞（作品:別れが去った）
- 2018年 第6回アジア太平洋スターアワード長編ドラマ女性優秀演技賞（作品:別れが去った）
- 2018年 MBC演技大賞特別企画女性優秀演技賞（作品:別れが去った）